# 崔戎
崔 戎（さい じゅう、780年 - 834年）は、唐代の官僚。字は可大。本貫は深州安平県。

## 経歴
明経に挙げられ、太子校書郎に任じられた。試験に合格して、藍田県主薄となった。淮南節度使の李鄘に召し出されて仕えた。衛次公が李鄘に代わって淮南節度使となると、崔戎は憲宗にその才能を見込まれて、引き続き衛次公に仕えた。
裴度が河東節度使となると、崔戎はその下で参謀をつとめた。王承宗が鎮州で反乱を起こすと、崔戎は裴度の要請により王承宗の説得に赴き、王承宗は降伏した。崔戎は入朝して殿中侍御史となり、吏部郎中に累進した。諫議大夫に抜擢された。
雲南の少数民族が成都に乱入すると、崔戎は剣南東西両川宣慰使となり、宣撫にあたった。税外の薑芋銭を廃止するよう上奏して乱を落ち着かせた。長安に帰ると、給事中に任じられ、反対意見を上奏することで当時に知られた。大和7年（833年）、華州刺史として出向した。大和8年（834年）3月、兗海沂密都団練観察等使に転じた。6月庚子、死去した。享年は55。礼部尚書の位を追贈された。

## 家族
- 高伯祖父：崔玄暐
- 祖父：崔嬰（郢州刺史）
- 父：崔貞固（楡次県尉）[1]
- 子：崔雍（字は順中、和州刺史となったが、龐勛の乱に与して宣州で死を賜った）[5]

## 伝記資料
- 『旧唐書』巻162 列伝第112
- 『新唐書』巻159 列伝第84